# 鲍观澄

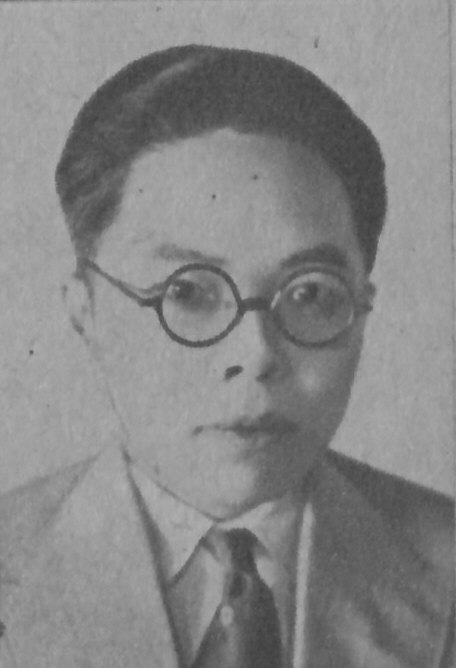
鲍观澄

鲍观澄（1898年—1975年），原名启元，字冠春，江苏镇江人，满洲国政治人物。
鲍观澄自北洋大学法科毕业后，曾任全国烟酒军务署秘书、田维勤部总参议。张作霖入关后投靠奉系，出任航空署参事。后因贪污而被张作霖逮捕，因贿赂狱卒而逃走。1927年时在任上海电话局局长期间被刺受伤。此后加入满洲国，1932年出任东省特别区市政局长、哈尔滨特别市市长，并兼大哈尔滨市市政筹备所所长。同年8月任满洲国驻日本代表。抗日战争结束曾在天津、镇江潜藏，后逃至香港，居住直至逝世。